# Agora (film)
Agora er en spansk engelsksproget biografisk dramafilm fra 2009, instrueret af Alejandro Amenábar og med manuskript af Amenábar og Mateo Gil.
Filmen blev vist første gang ved Filmfestivalen i Cannes i 2009 og vandt syv Goya-priser.

## Medvirkende
- Rachel Weisz – Hypatia
- Max Minghella – Davus
- Oscar Isaac – Orestes
- Sami Samir – Kyrillos
- Manuel Cauchi – Theofilos
- Ashraf Barhom – Ammonius
- Michael Lonsdale – Theon
- Rupert Evans – Synesios
- Homayoun Ershadi – Aspasius